# Xarop de maltosa
El xarop de maltosa és un additiu alimentari emprat com edulcorant, espessidor i conservant. Se'n poden diferenciar diversos tipus segons la concentració de maltosa; els més emprats són els xarops de blat de moro alts en maltosa. Tots tenen com a composició bàsica, a més d'aquest sucre com a majoritari, maltotriosa, dextrosa i altres sacàrids minoritaris en concentracions variables.
Quant a les seves propietats físiques, com més alt és el percentatge de maltosa més resisteixen la cristal·lització. De fet, xarops amb continguts de fins al 70% resisteixen la cristal·lització per sota dels 0 °C, mentre que els que en tenen un baix contingut cristal·litzen als 4 °C.

## Història i context

### Primeres evidències històriques fins a la indústria de la glucosa
La història dels edulcorants sempre ha anat en paral·lel als grans avenços de la química, primer, i la biotecnologia, després. En perspectiva, la història dels edulcorants en global és molt antiga, mentre que la dels xarops derivats del midó (entre ells els de maltosa) és molt més recent. Hi ha evidències de l'ús de la mel com edulcorant a la prehistòria i les primeres plantacions de canya de sucre daten del 300 a.C, mentre que els xarops de maltosa no van aparèixer fins al naixement de la indústria de la glucosa, al segle xix. No obstant, no va ser també fins a aquesta època que no es va desenvolupar gran part del coneixement actual sobre edulcorants tan antics com el sucre.
Com a remarca de nomenclatura, cal dir que la indústria de la glucosa inclou tots aquells processos de producció de xarops a partir de la hidròlisi del midó. Es diferencia entre xarops de maltosa i xarops de glucosa segons quin és el sucre majoritari dins el xarop, però són molt similars en procés d'elaboració i composició. Per això, està acceptat l'ús de “xarops de glucosa” per referir-se també als xarops de maltosa i, per tant, la seva història també és comuna.

### Inicis de la indústria de la glucosa: Rússia i Kirchoff
La indústria de la glucosa remunta el seu origen a 1811, amb els 3 matrassos que Konstantin Gottlieb Sigismund Kirchoff va mostrar a l'Acadèmia Imperial Russa de les Ciències. El primer dels matrassos contenia xarop elaborat a partir de patata, blat i fajol, el segon era “sucre” obtingut de l'assecat del xarop i el tercer era un altre xarop obtingut a partir del xarop deshidratat. Com s'havia obtingut el primer xarop es va descobrir al 1812. Per obtenir-lo, s'havia escalfat els diferents vegetals barrejats amb àcid sulfúric. El fet curiós és que Kirchoff no era un científic especialitzat en la química dels aliments i que probablement va descobrir com elaborar xarops a partir de vegetals per accident.
Per entendre aquest descobriment accidental cal entendre el context del sucre i la mel a inicis del segle xix a Europa. Dins la indústria de la porcellana s'havia emprat com adhesiu goma aràbiga primer i mel a partir del segle xviii. Al 1811, degut a la situació bèl·lica que hi havia a Europa (guerres napoleòniques), el sucre escassejava. La mel, que fins llavors era un producte no gaire consumit com edulcorant, va passar a ser emprat com a alternativa al sucre i va fer més difícil emprar-lo com adhesiu a la indústria de la porcellana. Donat aquest context, és probable que Kirchoff, expert en química de minerals, hagués intentat buscar un substitutiu a la mel com adhesiu i per casualitat acabés trobant una substància pastosa que no serviria com adhesiu, però sí com edulcorant: el xarop de glucosa.

### Inicis de la indústria de la glucosa: França i Regne Unit
Simultàniament als experiments de Kirchoff, a França primer i una mica més tard al Regne Unit van començar a aparèixer també processos d'obtenció de xarops a partir de midó.
El mateix context que va provocar que Kirchoff descobrís com elaborar xarops va ser el que empenyeria l'aparició dels xarops a França. Donada l'escassetat de sucre, Napoleó va oferir una recompensa de 100.000 francs a qui produís sucre a partir d'una planta francesa. Va ser al 1810 quan Louis-Joseph Proust va poder fabricar “sucre” a partir de raïm. El que succeïa en realitat és que aquest “sucre” era en realitat glucosa, igual com Kirchoff havia obtingut d'escalfar la mescla de patata, blat i fajol en àcid sulfúric.
Pel que fa a Regne Unit, els xarops arribarien al 1855 de la mà del francès Alexandre Mambre. La indústria del midó ja existia des del segle xvii a Gran Bretanya per usos de bugaderia i tèxtils, però la gran contribució de Mambre seria crear la primera indústria en processar midó per obtenir glucosa i emprar-la com edulcorant.

### Evolució de la indústria de la glucosa
A partir dels experiments de Kirchoff la indústria de la glucosa va avançar molt ràpidament, gràcies a avenços en mètodes analítics i en els processos de producció de la glucosa.
Alguns dels avenços analítics es troben relacionats amb mètodes per mesurar la quantitat de sucres reductors (titulació de Fehling (Herman von Fehling, 1848), mètode de Lane i Eynon (Joseph Henry Lane i Lewis Eynon, 1923), determinació de DE per crioscòpia (M. G. Fitton, 1979)...), quins sucres són presents als xarops i en quina concentració (cromatografia en paper (Mikhail Tswett, 1910), HPLC automatitzada (K. M. Brobst, H. D. Scobell i E. M. Steele, 1973)...) i la quantitat de sòlids (mesures per areòmetre, p.ex. escala Baumé (Antoine Baumé, 1768), escala Balling (Karl Joseph Von Balling, 1835), escala Brix (Adolf F. Brix, 1854) i escala Plato (Fritz Plato, 1918), i per refractòmetre, p.ex. refractòmetre Abbe (Ernst Abbe, 1888)).
Pel que fa als avenços de procés, vindrien donats per canvis en la matèria primera i en el mètode en si d'hidròlisi del midó. Inicialment, les matèries primeres eren el blat i la patata. Aquesta última era estacional i a més no podia ser emmagatzemada per temps gaire llargs. Això era un gran problema perquè implicava processar aquestes matèries primeres en temps molt curts i haver d'acumular el midó que no es podia hidrolitzar en el moment com midó deshidratat. Desenvolupar processos que permetien tractar productes no estacionaris com el blat de moro va suposar un gran avanç (procés d'hidròlisi alcalina de Thomas Kingford, 1841). L'altre gran avanç va ser la introducció d'enzims fúngics com a eines per obtenir xarops de glucosa (Dale i Langlois (1938) i Langlois i Turner (1951)). Es podia emprar el clàssic mètode d'hidròlisi àcida en combinació amb enzims o enzims sols.
En l'actualitat, el volum de mercat que pot arribar a generar la producció de xarop de maltosa és molt gran. Una refineria típica pot generar aproximadament 100 tones de xarops (incloent també xarops de glucosa i fructosa, només de maltosa) al dia. Aquest volum de mercat es veu en que les indústries del sucre i els xarops tenen un valor multibilionari.

## Propietats que proporciona com additiu
Actualment s'usa com a edulcorant la sacarosa de manera majoritària, degut a la seva relació preu/capacitat edulcorant. Els xarops de glucosa, i en particular de maltosa, poden ser substitutoris d'aquest edulcorant, però aquesta és només la funció més bàsica. Els xarops proporcionen tota una sèrie de propietats als productes als que s'apliquen que permeten diversificar els usos:
- Cos (consistència, espessor): com més sucres s'afegeixen i més petita és la conversió dels mateixos, més augmenta la viscositat del producte i més cos aporta. Per entendre bé aquesta propietat i la resta descrites, s'ha d'entendre per "conversió" com d'hidrolitzat està un xarop o quin és el seu valor de DE. Xarops amb una alta conversió o un alt grau de conversió són aquells que han sigut molt hidrolitzats, és a dir, que el seu valor de DE és molt alt. Per contra, xarops amb una baixa conversió o un baix grau de conversió són aquells que han sigut poc hidrolitzats i, per tant, tenen un valor de DE més baix.
- Enfosquiment: es produeix degut a la reacció que es dona quan es barregen les proteïnes d'una beguda com la llet amb un xarop i la mescla resultant s'escalfa. Segons els sucres que contingui, el producte final obtindrà una coloració o una altra. En el cas dels xarops de maltosa s'obtenen tons més clars (gammes de taronges a marrons clars).
- Cohesió: com més elevat és el contingut en sucres i menor el grau de conversió, més viscós és el producte, de manera que es manté més cohesionat i el fa ideal per a donar consistència a menjars com les barretes (de granola, de xocolata, energètiques…).

- Fermentabilitat: l'augment de la quantitat de sucres i la seva conversió facilita la digestió enzimàtica i/o absorció per part dels organismes. Per tant, si d'un producte a base de midó es fa un xarop, es converteix en un substrat més fàcil de consumir durant fermentacions.
- Potenciació de l'aroma: xarops amb elevades conversions tenen més glucosa lliure, que són fàcilment detectables pels nostres sentits. Així doncs, quan la conversió és gran, l'aroma del xarop o del producte sobre el qual s'aplica és més potent.
- Estabilització d'escumes: els xarops solen tenir densitats altes. A més, com més elevada sigui la viscositat del xarop (baixa conversió, poca glucosa lliure), més elevada és la seva densitat. L'aplicació sobre d'altres mescles en fa augmentar la densitat, cosa que fa menys solubles els gasos i d'aquesta manera es tendeix a generar menys escuma.
- Disminució del punt de congelació: els xarops fan augmentar la viscositat dels productes, fent que tinguin punts de congelació més baixos (com més viscós sigui el xarop, més disminueix el punt de congelació). Per tant, permeten conservar els aliments a més baixes temperatures del que seria normal, cosa que dificulta més el creixement de microorganismes.

- Retenció d'humitat: en general els xarops tenen alta capacitat de retenir aigua. Aquells que estan menys ramificats, retenen moltes més molècules d'aigua. Aquest fet es tradueix en què els xarops d'alta conversió, que estan més hidrolitzats (tenen menys enllaços), tenen més capacitat de retenció d'humitat que aquells menys hidrolitzats.
- Higroscopicitat: és la capacitat que té un fluid per a captar humitat atmosfèrica. De manera similar a la retenció d'humitat (tot i que no s'han de confondre; retenció fa referència a que no perd aigua i higroscopicitat a que en capta), com més hidrolitzat estigui el xarop, més radicals lliures tindran les glucoses i, per tant, més capacitat de captar molècules d'aigua.
- Enriquiment nutricional: per definició són carbohidrats i, per tant, tenen un aportament calòric. Sucres molt ramificats (p. ex. el midó) són de digestió més lenta mentre que els sucres més hidrolitzats (p. ex. els xarops, especialment els d'alta conversió) es digereixen molt fàcilment.
- Regulació de la pressió osmòtica: com tots els líquids que contenen soluts, en presència d'una membrana semipermeable es tendirà a igualar les concentracions a les dues bandes. En general, afegir xarops fa augmentar la quantitat de soluts dels productes (fa que exerceixin pressions osmòtiques més elevades). Entre els xarops, els d'elevada conversió (tenen més soluts lliures) encara augmenten més aquestes pressions.
- Prevenció de la cristal·lització: a més viscositat, més difícils de congelar els productes perquè hi ha menys aigua disponible. Emprar xarops més viscosos (menys conversió) fa que es formin menys cristalls.

- Brillantor: el fet de ser fluids viscosos d'elevada densitat fa que siguin parcialment translúcids de manera que poden reflectir la llum i fer els productes més brillants.

## Usos
Com la majora de xarops alimentaris, els xarops de maltosa són usats principalment en la indústria alimentària, bàsicament com a endolcidors i espessidors en rebosteria i begudes ensucrades.
Malgrat tenir més baix poder endolcidor que d'altres edulcorants, el xarop de maltosa és interessant per totes les propietats anteriorment descrites, que permeten potenciar d'alguna manera o altra el producte final.
Per a totes les indústries en general és interessant el xarop de maltosa degut a la seva menor viscositat respecte a d'altres xarops ensucrats, la qual cosa facilita el seu ús a gran escala, especialment en els processos de mescla i amassat, en què ofereix menor resistència a l'agitació fins i tot en quantitats afegides superiors a la d'altres edulcorants, molt més espessos. A més, també deixa un tacte del producte final menys viscós i enganxifós, més còmode i agradable a la comercialització.
Per als brioixos i dolços esponjosos en canvi, el xarop de maltosa s'utilitza per aconseguir masses més compactes i espesses, perquè la seva menor viscositat es tradueix en una menor retenció dels gasos produïts en la fermentació i, conseqüentment, menor porositat del brioix. Una altra propietat que fa els xarops de maltosa atractius per a la indústria alimentària és que proporcionen poc color i aroma, cosa que els fa adients per edulcorar sense alterar de manera important les característiques del producte.
| Edulcorant                                           | Dolçor relativa (per massa) |
| ---------------------------------------------------- | --------------------------- |
| Xarop de glucosa (11 DE)                             | < 0.1                       |
| Lactosa                                              | 0.2                         |
| Rafinosa                                             | 0.2                         |
| Maltosa                                              | 0.3                         |
| Xarop de glucosa (42 DE)                             | 0.3                         |
| Xarop de maltosa (44 DE)                             | 0.3                         |
| Xarop de maltosa d'alt grau de conversió (65 DE)     | 0.5                         |
| Glucosa                                              | 0.7                         |
| Galactosa                                            | 0.7                         |
| Lactosa hidrolitzada                                 | 0.7                         |
| Xarop de glucosa (97 DE)                             | 0.7                         |
| Sacarosa                                             | 1                           |
| Xarop de blat de moro alt en fructosa (42% fructosa) | 1                           |
| Sacarosa hidrolitzada                                | 1.1                         |
| Xarop de blat de moro alt en fructosa (55% fructosa) | 1.1                         |
| Fructosa                                             | 1.3                         |
| Aspartam                                             | 180                         |

Els xarops de maltosa poden ser usats també com a additius en la fermentació de cervesa, on suposen una aportació addicional de sucres fermentables que permeten assolir un major contingut alcohòlic. També, tot i que amb un ús molt menor, es pot emprar el xarop de maltosa com a conservant. Permet, com molts altres sucres, mantenir l'estructura d'alguns aliments i reduir-ne l'activitat hídrica.
Altres usos importants es troben en la indústria dels gelats, on s'aconsegueix un efecte endolcidor similar a altres edulcorants, però baixant a més el punt de congelació i conferint en conseqüència més cremositat, i també les indústries tèxtil i paperera.

## Procés de producció
El xarop de maltosa s'obté de la hidròlisi enzimàtica del midó. El midó és el principal polímer de reserva vegetal, acumulat especialment en estructures com llavors (en cereals) i tubercles, i està format per molècules de glucosa unides entre si via enllaços α-1,4, formant llargues cadenes polimèriques. El trencament enzimàtic d'aquests enllaços per amilases descompon el midó en molècules de sucres senzills.

### Matèria primera: midó
Es pot utilitzar com a font de midó per a la producció de xarop de maltosa i de xarops edulcorants en general farina de qualsevol cultiu ric en aquest compost, depenent doncs l'ús d'un o altre bàsicament de la seva abundància i disponibilitat en funció de l'àrea geogràfica i el moment històric. Així doncs, als EUA s'utilitza bàsicament blat de moro com a font de midó, mentre que a Europa deriva principalment de cereals com el blat, l'ordi i el sègol. A Rússia s'usa principalment patata, i al sud-est asiàtic, mandioca.
Independentment de la font de midó, és recomanable per a la producció de xarops, tant de maltosa com de glucosa com d'altres sucres, usar midó d'alta qualitat, de baix contingut proteic i mínima contaminació metàl·lica, ja que aquests components influeixen negativament en les característiques del xarop obtingut: color, aromes, sabor i conservació. Els ions metàl·lics a més, interferien antigament en el procés de producció, especialment en el cas del blat de moro, que en presentava els majors continguts, inhibint l'activitat d'algunes de les amilases usades, com ara les d'ordi, les més usades degut a la seva estabilitat, superior a la de les altres d'origen vegetal. Actualment s'usen enzims d'origen fúngic i bacterià, més robustos, termoestables i menys sensibles a impureses.

### Procés per hidròlisi enzimàtica
Els enzims emprats per a la hidròlisi del midó són diversos, però sempre de la família de les amilases[3], que són exohidrolases que alliberen maltosa dels enllaços 1,4-α entre glucans.
Partint de la farina d'una de les fonts de midó esmentades, aquesta és processada en tres etapes, sent les dues primeres comunes al procés d'obtenció de qualsevol xarop derivat del midó i la última, específica de cada tipus de xarop.

#### Gelatinització
La primera etapa del processament del midó és la gelatinització. Consisteix en la preparació d'una mescla de midó al 30-40% amb aigua, a la qual s'afegeix enzim α-amilasa bacteriana i és ràpidament escalfada i mantinguda durant 5 minuts a 105 °C. Cal afegir també calci i ajustar el pH per mantenir l'estabilitat i funcionalitat de l'enzim durant aquesta etapa. Aquest procediment permet obtenir una gelatina de midó per la hidratació i obertura dels grànuls per efecte de l'aigua i calor. L'enzim no actua durant aquesta etapa (o ho fa residualment), degut a la temperatura.

#### Liqüefacció
La següent etapa del procés és la liqüefacció. En aquesta etapa, la gelatina és refredada immediatament a 95-100 °C, i s'hi manté per 1-2h. La temperatura exacta es determina segons la màxima a la qual pot treballar l'enzim. Durant aquesta etapa, l'α-amilasa prèviament afegida inicia la hidròlisi i fragmentació del midó en cadenes més petites i dextrines. Això redueix la viscositat del brou, liqüificant la gelatina. La durada de l'etapa es configura segons la DE que es desitja obtenir al final d'aquesta etapa.
Les etapes de gelatinització i liqüefacció són les comunes en l'obtenció de qualsevol xarop derivat de midó, i permeten obtenir un xarop de dextrina (barreja d'oligosacàrids) que conté una DE (equivalents de dextrosa, en anglès, dextrose equivalents) d'entre un 10 i 20%. El valor de DE indica el grau d'hidròlisi del midó en monosacàrids, tenint doncs el midó una DE de 0, i la glucosa (el seu component estructural primari), de 100. A partir d'aquí, en la tercera etapa del procés d'elaboració del xarop se segueix una metodologia o una altra en funció del xarop desitjat: sucre majoritari i contingut.[6][7] Alguns xarops es finalitzen en aquesta etapa.

#### Sacarificació
L'etapa final en la producció dels xarops edulcorants és la sacarificació, pròpia de cada xarop produït. Primerament, el brou liqüificat és refredat a 60 °C ràpidament per evitar la retrogradació del midó (reorganització i interacció de les dextrines solidificant el brou). Per altra banda, el pH és ajustat a 4-5, condició necessària per al correcte funcionament dels enzims afegits a continuació, així com per aturar l'activitat de l'α-amilasa bacteriana i finalitzar l'etapa anterior. En funció del sucre i xarop desitjat s'afegeixen al xarop de dextrina uns o altres enzims. Per al cas del xarop de maltosa, s'afegeix normalment α-amilasa fúngica, que té activitat hidrolítica sobre els enllaços α-1,4 de les dextrines del liqüificat alliberant molècules de maltosa. Antigament s'usava en el seu lloc β-amilasa d'ordi, la més estable de les β-amilases vegetals, amb una activitat hidrolasa molt específica per alliberar maltosa. No obstant això, aquesta s'ha substituït per la d'origen fúngic, més barata, termoestable i resistent a impureses metàl·liques.
A més de l'α-amilasa, també es pot afegir d'altres enzims o combinacions que permeten obtenir diferents perfils i continguts de sucres. En la producció de xarops de maltosa, l'α-amilasa es combina bàsicament amb pul·lulanasa, enzim que permet incrementar notablement els nivells de maltosa obtinguts. Es considera que, sense l'addició d'aquest últim enzim, el màxim contingut en maltosa assolible és de 70 DE (dextrose equivalents).
- Xarops amb una DE de fins a 70: Es manté l'acció enzimàtica de la α-amilasa fúngica durant 48 hores, fins que l'enzim es desactiva.
- Xarops amb DE superiors a 70: Gràcies a l'acció dels enzims β-amilasa junt amb pululanasa i un període de reacció de 3 dies s'obtenen els xarops més rics en maltosa.

### Procés per hidròlisi àcida
Antigament l'obtenció de xarops edulcorants es feia per hidròlisi àcida del midó, i no enzimàtica. El procés es duia a terme a altes pressions i temperatures (140-150 °C), així com a baixos valors de pH (1-2) amb l'addició d'àcids forts, condicions que permetien la hidròlisi química dels enllaços del midó. El procés havia de comptar amb diversos procediments complexos de purificació i adequació del producte, per extreure els àcids i equilibrar el pH. Tot i això, i especialment en l'obtenció de xarops d'elevades DE, el producte final conservava regustos amargants, fruits de reaccions creuades i secundàries, així com una elevada coloració. L'ús d'enzims en la hidròlisi del midó ha permès eliminar aquest problemes, a més de simplificar el procés i incrementar-ne l'eficiència, la DE del producte final (major hidròlisi del midó, major contingut en sucres senzills i major poder edulcorant) així com la gamma de xarops, sucres dins la composició i DE produïbles.

## Debat i salut

### Debat i antecedents amb el xarop de blat de moro alt en fructosa
Arreu del món, i especialment als EUA, hi ha una forta pressió sobre els productes destinats a l'alimentació i els seus possibles efectes perjudicials per la salut. Per exemple, hi ha hagut campanyes contra el xarop de blat de moro alt en fructosa (en anglès HFCS) pels efectes negatius del seu consum. Alguns d'aquests efectes que s'ha intentat vincular entre el consum de HFCS són l'obesitat, malalties cardiovasculars, augment dels nivells d'àcid úric i malalties metabòliques. No obstant, el consens al qual s'ha arribat en l'actualitat (segons la FDA) és que no hi ha diferències per al consumidor entre el HFCS i altres edulcorants, com per exemple el sucre de cuina i que la ingesta en general tant de sucres i xarops ha de ser moderada. Encara en l'actualitat hi ha peticions a la FDA sobre la seguretat del HFCS i la comunitat científica segueix elaborant investigacions, però continuen en la mateixa línia: el consum de HFCS pot provocar algun dels problemes mencionats anteriorment, però quan aquest és abusiu i en la mateixa mesura que altres edulcorants.
Pel que fa als xarops de maltosa, encara (a data de novembre de 2018) no hi ha hagut una mobilització social en contra del seu ús com a additiu, però alguns casos individuals mostren preocupació respecte si els xarops de maltosa tenen el mateix problema que els HFCS. La línia general és que no hi ha prou informació al respecte per saber si té efectes negatius en la salut. Malgrat tot, ja hi ha articles que indirectament (indirectament perquè p. ex. comparen els efectes de la glucosa i la fructosa en lloc de directament el xarop de maltosa contra altres edulcorants) donen dades de quins impactes pot tenir el consum de xarops de maltosa. Fins i tot hi ha articles que fan un estudi molt més directe amb el xarop de maltosa i s'ha demostrat per exemple que tenen menor capacitat de produir càries (efecte cariogènic) que altres edulcorants, però encara són pocs aquest tipus d'articles.

### Xarop de maltosa i celiaquia
Una de les principals utilitats dels xarops de maltosa pel que fa a salut és que es poden emprar com edulcorants per elaborar productes aptes per celíacs. Malgrat tot, no tots els xarops de maltosa serien adequats. Aquells xarops derivats del blat de moro no contenen gluten i serien segurs, però xarops de maltosa derivats d'altres cereals, com el blat o l'ordi, podrien contenir petites traces de gluten. Per tant, només es podrien emprar xarops a partir de blat o ordi sempre que el procés de producció assegurés que no hi ha traces.